# 왕잠자리
'왕잠자리(학명: Anax parthenope)는 왕잠자리과의 곤충이다. 한국, 중국, 일본, 타이완, 유럽 등지에 분포한다. 반수서곤충이고,
배길이 50∼55mm, 뒷날개길이 50∼55mm, 전체길이 64~75mm이다. 겹눈과 가슴이 녹색이며 배는 갈색 바탕에 황색의 사각형 무늬가 있다. 수컷의 제1-3배마디 등면은 청색이고 암컷은 녹색을 띤다. 전국 대부분의 연못과 저수지 등지에서 서식하고 있으며 4월 하순경부터 10월까지 관찰이 가능하다. 유충(수채)은 대부분 농수로, 소류지, 습지에서 흔하게 볼 수 있다. 성충도 위와 같은 곳에 서식한다. 수컷은 서식지 주변의 가장자리를 왕복 비행하며 영역 경계활동을 하고, 암컷은 수생식물의 줄기에 산란관을 이용하여 단독 혹은 연결산란을 한다. 서울시 보호 야생 생물 대상종이다. 대중매체에서 록맨 X6의 커맨더 얀마크와 포켓몬스터의 왕자리의 모티브.

## 사진

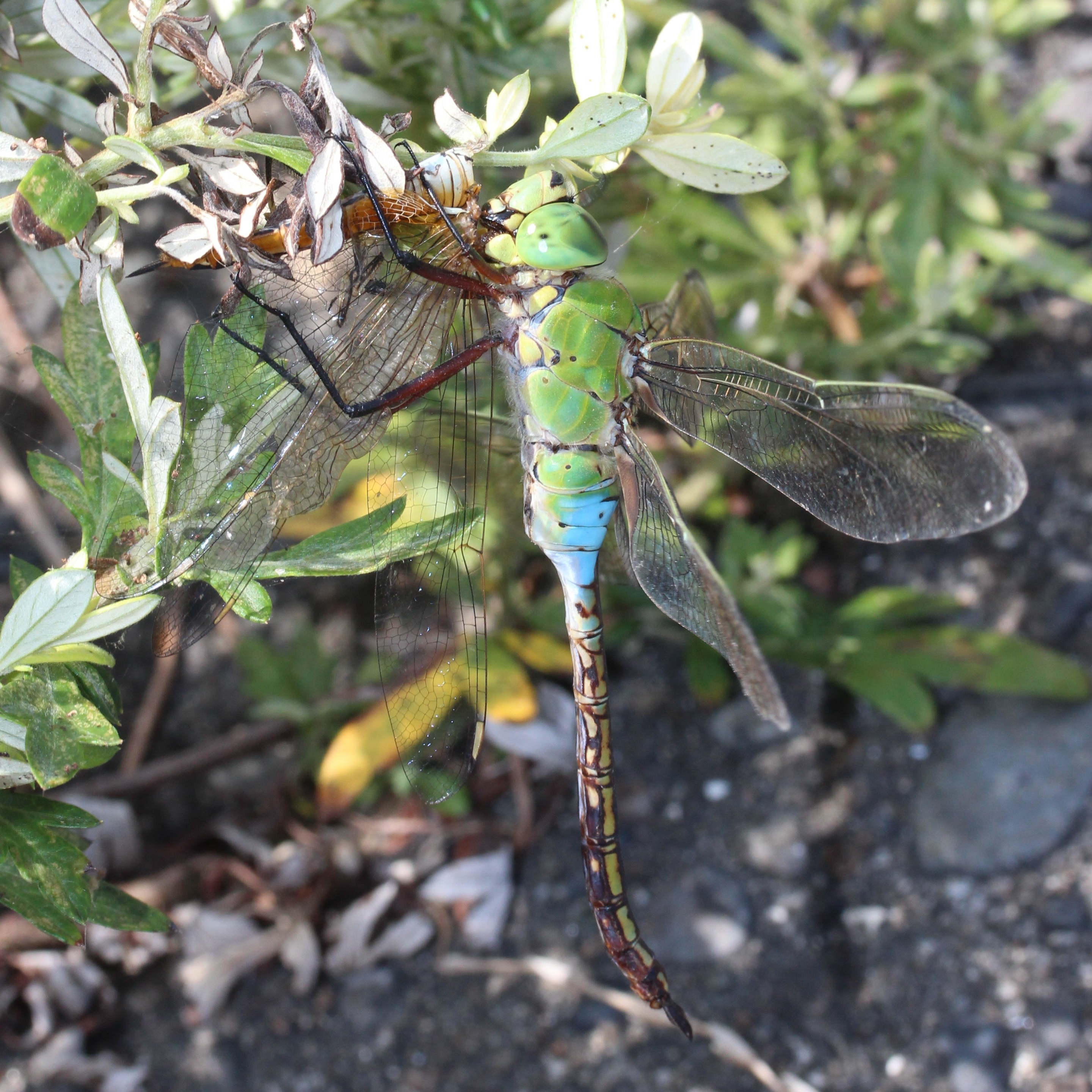
된장잠자리를 잡아먹는 왕잠자리
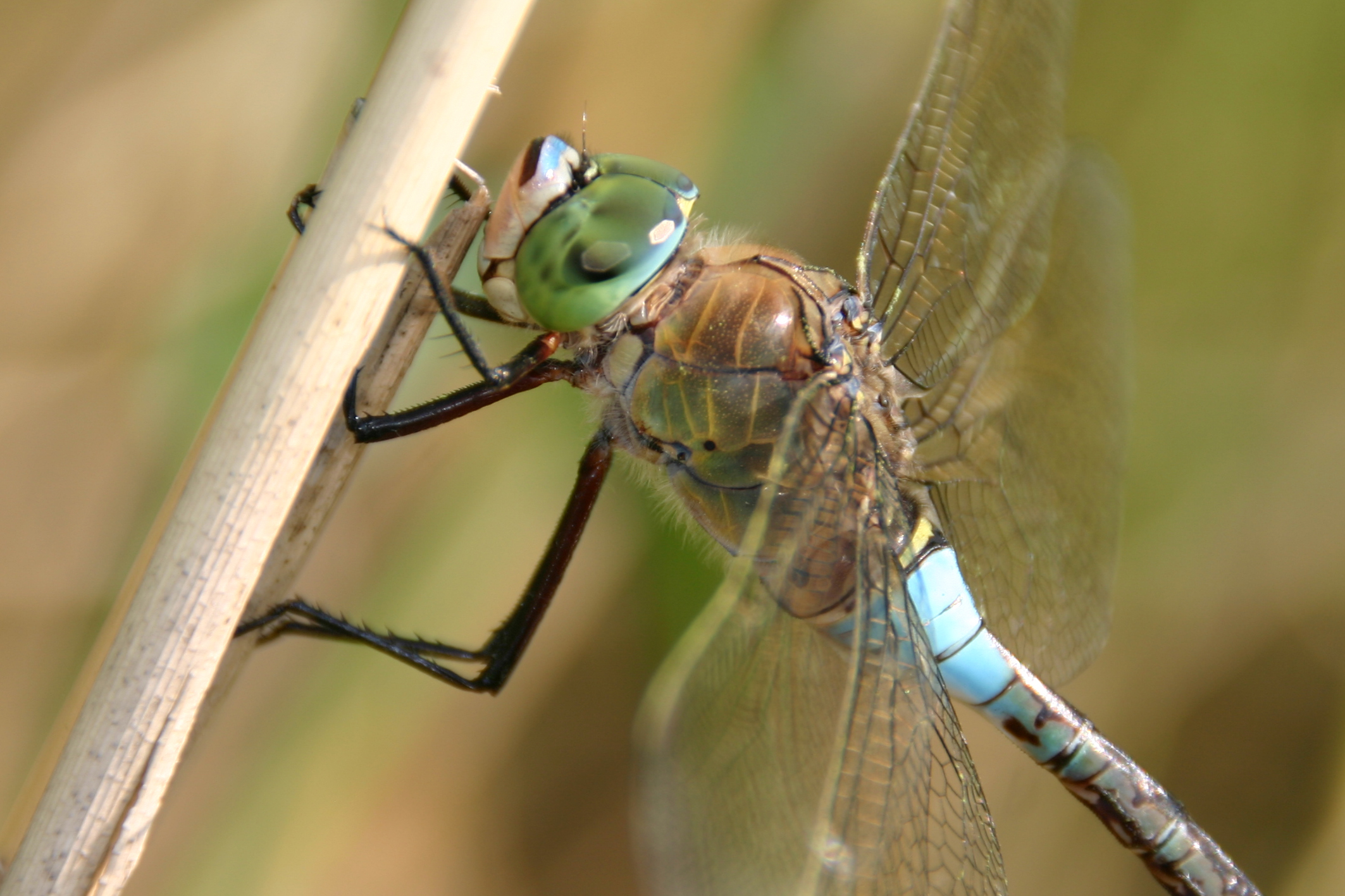
유럽산 왕잠자리